# Bitfinex
Bitfinex es un intercambiador de criptomonedas propiedad y operado por iFinex Inc, y está registrado en las Islas Vírgenes Británicas.   Bitfinex se fundó en 2012. Originalmente era un intercambio de Bitcoin de igual a igual y luego agregó soporte para otras criptomonedas.
Fue una de las primeras plataformas profesionales creadas para el comercio de criptomonedas. Ofrece operaciones de gran volumen y productos tanto al contado como derivados, incluidas operaciones de cambio, operaciones de margen, financiación de márgenes (préstamos P2P), mercados extrabursátiles y operaciones de derivados. 
Es el segundo intercambio más grande del mundo por número de bitcoins almacenados en su billetera digital, y se estima que tiene alrededor de 403.000 bitcoins. 

## Historia

### 2012: Historia temprana
Bitfinex se fundó en diciembre de 2012 como un intercambio de Bitcoin de igual a igual que ofrece servicios de comercio de activos digitales a usuarios de todo el mundo. Bitfinex comenzó inicialmente como una plataforma de préstamos de margen P2P para Bitcoin y luego agregó soporte para más criptomonedas. Fue una de las primeras plataformas profesionales creadas para el comercio de criptomonedas. 
Raphael Nicolle, un técnico de TI de París, lanzó Bitfinex luego de un proyecto anterior llamado Bitcoinica. Continuó trabajando como desarrollador de la plataforma hasta principios de 2017. 
Fue diseñado para ofrecer operaciones de alto volumen y productos tanto al contado como derivados, incluidas operaciones de intercambio, operaciones de margen, financiación de márgenes (préstamos P2P), mercados extrabursátiles y operaciones de derivados. 

### 2015-2016: Nueva asociación y violación de seguridad
En 2015, Bitfinex se asoció con la empresa BitGo de Palo Alto para ofrecer "billeteras" altamente seguras que permiten a las personas almacenar sus monedas digitales en línea. BitGo tiene un seguro contra el robo de Bitcoin. 
En mayo de 2015, el intercambio fue pirateado, lo que resultó en la pérdida de 1.500 Bitcoins o alrededor de 400.000 dólares de los activos de sus clientes.  
En junio de 2016, la Comisión de Comercio de Futuros de Productos Básicos de EE. UU. ordenó a Bitfinex pagar una multa de 75.000 dólares por ofrecer transacciones ilegales de productos básicos financiados fuera de bolsa. La orden también encontró que Bitfinex violó la Ley de Bolsa de Productos Básicos al no registrarse como comerciante de la Comisión de Futuros. 

### Hackeo de 2016
En agosto de 2016, Bitfinex anunció que había sufrido una importante violación de seguridad.  Inmediatamente después, el precio de negociación de Bitcoin cayó un 20%.  Después de enterarse de la infracción, Bitfinex detuvo todos los retiros y transacciones de Bitcoin.  En ese hack, la segunda mayor violación de una plataforma de intercambio de Bitcoin, se robaron 119.756 unidades de Bitcoin,  con un valor aproximado de 72 millones de dólares en ese momento. El Bitcoin fue tomado de las billeteras segregadas de los usuarios y Bitfinex dijo que estaba rastreando a los perpetradores del hack.  Los clientes de Exchange, incluso aquellos cuyas cuentas no fueron violadas, vieron reducido su saldo en un 36% y recibieron tokens BFX en proporción a sus pérdidas.  Todos los usuarios que conservaron sus tokens BFX recibieron un reembolso completo dentro de los ocho meses posteriores al hackeo, en abril de 2017.  Luego se restringió el acceso de la bolsa a los pagos y retiros en dólares estadounidenses. El hack ocurrió a pesar de que Bitfinex estaba asegurando los fondos con BitGo, que utiliza seguridad de firmas múltiples. 
El Departamento de Justicia de los Estados Unidos recuperó el Bitcoin robado,  y una pareja de Nueva York, Ilya Lichtenstein y su esposa, Heather R. Morgan, fueron acusados federalmente en febrero de 2022 de conspirar para lavar el Bitcoin, que entonces valía 3.600 millones de dólares. .   Según funcionarios de Justicia, Lichtenstein y Morgan están acusados de conspiración para lavar dinero y conspiración para defraudar a Estados Unidos.  El 10 de febrero de 2022, se informó que Heather Morgan fue detenida en Manhattan el 8 de febrero de 2022 con su marido, Ilya Lichtenstein.  Lichtenstein y Morgan comparecieron a una audiencia de declaración de culpabilidad el 3 de agosto de 2023 en Washington, según registros judiciales.   Fueron acusados en el caso con un documento conocido como información, que es un tipo de documento de acusación que los fiscales federales suelen utilizar cuando los acusados han aceptado declararse culpables. 
Desde los arrestos de Lichtenstein y Morgan, el gobierno confiscó otros 475 millones de dólares vinculados al ataque. 
En agosto de 2023, Ilya Lichtenstein se declaró culpable de conspiración para lavar criptomonedas robadas en Washington D. C.. Su esposa, Heather Morgan, también se declaró culpable de dos cargos, conspiración para lavar dinero y conspiración para defraudar al gobierno de Estados Unidos. El valor del Bitcoin robado acabó siendo de 4.500 millones de dólares.   
Lichtenstein también admitió ser el hacker original de bitcoin en el ciberataque de 2016 a Bitfinex. 
Refiriéndose al hackeo de 2016, el comisionado del IRS, Charles Rettig, dijo: "Esta fue también la mayor incautación financiera registrada por el gobierno federal". 
Por otra parte, Bitfinex trabajó con el Departamento de Seguridad Nacional de EE. UU. para recuperar alrededor de $315,000 en efectivo y criptomonedas robadas en la violación de 2016. Los fondos se redistribuirán a los poseedores de los tokens de derecho de recuperación de Bitfinex, monedas digitales emitidas a personas que sufrieron pérdidas financieras debido al hack. 
Existía la preocupación de que el dinero de sus clientes se hubiera perdido en varios incidentes, pero los fondos faltantes no se perdieron, sino que se confiscaron y salvaguardaron. Durante este mismo período, Bitfinex descubrió que obtener servicios bancarios era cada vez más difícil.    La investigación sugiere que la manipulación de precios de bitcoin en Bitfinex representó aproximadamente la mitad del aumento de precio de bitcoin a finales de 2017. 
iFinex emitió la criptomoneda Unus Sed Leo en 2019. Una vez que Estados Unidos anunció que se había recuperado la mayoría de los fondos robados, el valor de Leo aumentó más del 50%. Bitfinex prometió recomprar y quemar los tokens LEO pendientes dentro de los 18 meses posteriores a la recuperación de los fondos. 

### 2017-2018: Cambios bancarios
En abril de 2017, Bitfinex anunció que estaba experimentando retrasos en el procesamiento de retiros en dólares después de que Wells Fargo cortara  sus transferencias bancarias . Poco después del corte de Wells Fargo, Bitfinex declaró que su banco taiwanés había cortado todos los cables internacionales. Desde entonces, Bitfinex se ha movido entre una serie de bancos en otros países sin revelar a los clientes dónde se guarda el dinero.   
Se informa que Noble Bank International de San Juan, Puerto Rico, manejó algunas operaciones bancarias en dólares para el intercambio en 2017 o 2018.  Según se informa, la relación bancaria terminó en septiembre de 2018 cuando Noble Bank encontró dificultades financieras. 
En marzo de 2018, Bitfinex, con sede en las Islas Vírgenes Británicas, confirmó los planes del intercambio de reubicar su infraestructura de servidor principal a Zug, Suiza.
En mayo de 2018, Bitfinex envió un correo electrónico a algunos de sus usuarios solicitando algunos detalles fiscales, que la compañía indicó que compartiría con el gobierno de las Islas Vírgenes Británicas, que, a su vez, podría transmitirlos a los gobiernos de los países de los usuarios.
Phil Potter, director de estrategia de Bitfinex, abandonó el intercambio el 22 de junio de 2018. 
El 15 de octubre de 2018, Bitfinex dijo que unos días antes había suspendido temporalmente los depósitos fiduciarios para ciertos clientes en medio de complicaciones de procesamiento. El 7 de octubre, la empresa también dijo que "Bitfinex no es insolvente". 

### 2019: Lanzamiento de la investigación Tether
Tether es una moneda estable de criptomonedas vinculada al dólar estadounidense. Es propiedad de iFinex, que también es propietaria de Bitfinex. Se lanzó como RealCoin en julio de 2014 y pasó a llamarse Tether en noviembre de 2014. En enero de 2023, Tether era la tercera criptomoneda más grande después de Bitcoin y Ethereum, con una capitalización de mercado de 68 mil millones de dólares.  Tether y Bitfinex financiaron el desarrollo de HolePunch, una plataforma de comunicación cifrada de igual a igual y hicieron que su código fuera de código abierto en diciembre de 2022. Paolo Ardoino, director de tecnología de Bitfinex y Tether, afirmó que esta tecnología es el "Bitcoin de las comunicaciones". 
En abril de 2019, la fiscal general de Nueva York , Letitia James, inició una investigación acusando a Bitfinex de utilizar las reservas de Tether, una empresa afiliada, para encubrir una pérdida de 850 millones de dólares a un procesador de pagos panameño conocido como Crypto Capital Corp.   Reggie Fowler, quien supuestamente tiene conexiones con Crypto Capital, fue acusado el 30 de abril de 2019 de dirigir un negocio de transmisión de dinero sin licencia para comerciantes de criptomonedas .  Se cree que no pudo devolver unos 850 millones de dólares a un cliente anónimo. Los investigadores también confiscaron 14.000 dólares en moneda falsa en su oficina.  Bitfinex no había podido obtener una relación bancaria normal, según la demanda, por lo que depositó más de mil millones de dólares en un procesador de pagos panameño conocido como Crypto Capital Corp. Nunca se firmó ningún contrato con Crypto Capital.  James alegó que en 2018 Bitfinex sabía o sospechaba que Crypto Capital se había fugado con el dinero, pero que sus inversores nunca fueron informados de la pérdida. 
Las cifras reportadas por Bitfinex para 2017 fueron $333,5 millones en ganancias brutas, $6,8 millones en gastos, $326 millones en ganancias netas y $246 millones en dividendos. 

### 2020-2023: Adquisiciones e inversiones
El 15 de octubre de 2021, se anunció que Bitfinex pagaría una multa de 1,5 millones de dólares a la Comisión de Comercio de Futuros de Productos Básicos por transacciones minoristas ilegales de productos básicos fuera de bolsa en activos digitales con estadounidenses. 
Bitfinex lanzó una nueva tecnología de pago que permitiría a los comerciantes en línea recibir pagos en criptomonedas sin contacto y sin fronteras en 2021, llamada Bitfinex Pay. 
Bitfinex, Kraken y KuCoin comenzaron a explorar formas de ingresar al mercado indio de criptomonedas en 2021. 
En septiembre de 2022, Bitfinex, junto con varios otros intercambios líderes, detuvo temporalmente todos los depósitos y retiros de tokens basados en Ethereum durante la actualización del software Ethereum conocida como Merge. 
En diciembre de 2022, Bitfinex publicó su "Manifiesto de la Libertad", un documento que destaca el avance del software distribuido de código abierto que se alinea con las ideas libertarias de los economistas de la Escuela Austriaca y el enfoque de los cypherpunks para escribir código.  
A partir de enero de 2023, Bitfinex planea abrir una oficina en El Salvador. El Salvador planea emitir este año su token "volcán", que se emitirá utilizando tecnología blockchain y que se negociará en la bolsa de Bitfinex.  En abril de 2023, Bitfinex recibió una licencia de la Comisión Nacional de Activos Digitales de El Salvador para operar en el país. Esta fue la primera licencia para proveedores de servicios digitales en El Salvador.  La licencia permite a Bitfinex Securities El Salvador facilitar activos tokenizados.  
El 24 de mayo de 2023, Bitfinex anunció que invertiría en el intercambio de criptomonedas chileno Orionx. Bitfinex afirmó que apunta a ampliar su presencia en Chile y América Latina. 
Bitfinex lanzó su plataforma de comercio peer-to-peer en Venezuela, Argentina y Colombia en junio de 2023. La plataforma, Bitfinex P2P, brinda a las personas de estos países la posibilidad de comprar y vender directamente criptomonedas populares como Bitcoin, la moneda estable EURT de Tether, Tether Gold y Ethereum. 

## Tether
Tether es una criptomoneda (la llamada moneda estable ) que Tether Limited afirmó que estaba vinculada al dólar estadounidense. Tether está estrechamente asociado con Bitfinex, con quien, a partir de 2018, compartían accionistas y gestión comunes. 
En 2017, los críticos plantearon dudas sobre la relación entre Bitfinex y Tether.   
En febrero de 2021, Bitfinex acordó pagar 18,5 millones de dólares en un acuerdo con la oficina del Fiscal General de Nueva York en relación con las acusaciones de que la matriz de Bitfinex, iFinex, hizo declaraciones falsas sobre el respaldo de Tether y el movimiento de cientos de millones de dólares entre las dos empresas para encubrir pérdidas masivas de Bitfinex en 2017 y 2018.  Como parte del acuerdo, Bitfinex mantendrá su prohibición de realizar actividades comerciales con neoyorquinos. 
En 2021, Bitfinex pagó en su totalidad el saldo restante del préstamo a Tether. 
El 4 de agosto de 2023, la jueza principal Laura Taylor Swain del Tribunal de Distrito de los Estados Unidos para el Distrito Sur de Nueva York desestimó la demanda colectiva contra Tether y Bitfinex. El tribunal determinó que el demandante carecía de "alegaciones plausibles de daño" porque no había pruebas que demostraran que "el USDT tenía un valor real disminuido". 